# 无穷小演算
无穷小演算（英語：Infinitesimal calculus）是微积分学的早期名称，在17世纪60年代由莱布尼茨和牛顿基于巴罗和笛卡尔等数学家的工作各自独立发展出来。它包括了微分演算和积分演算，分别用来指微分学和积分学的技术。无穷小演算以后发展为标准微积分及非标准分析等形式不一但彼此等价的体系。
在早期微积分中，无穷小量的使用被认为是不严格的，被一些作者严厉地批评，其中最有名的包括米歇尔·罗尔和贝克莱主教。后者在1734年的著作《分析家》中称它为“已死量的幽灵”。
一些数学家，如麦克劳林，试图去证明使用无穷小量在定理上的完备性。但直到150年后，才由柯西和威尔斯特拉斯完成了这一证明，结束了只能使用模糊的概念去定义无穷小量的历史。

## 非標準分析
实无限分析它用严格定义的无穷小量的概念来构建分析学，使得无穷小可以直接参与运算。

## 衍生概念
- 微分與積分
- 標準微積分學（根基於魏爾斯特拉斯的方法）
- 非標準微積分（根基於亞伯拉罕·羅賓遜的无穷小演算方法）